# لا کومبره (بایه دل کائوکا)
لا کومبره (انگلیسی: La Cumbre, Valle del Cauca) نام شهری در کشور کلمبیا است.